# 這胸口的悸動
「這胸口的悸動」（この胸のときめきを）是日本的女子偶像歌手真野惠里菜的第4张单曲。2009年9月30日由hachama发售。

## 概要
- 「這胸口的悸動」是東京電視台動畫「キティズパラダイス」的片尾曲
- 此單曲有4個版本，分別有「初回生産限定盤A - C」和「CD ONLY」。「初回生産限定盤A - B」收錄了「這胸口的悸動」的PV。
- 在10月12日於公信榜单曲週排行榜取得第7位。此外，此單曲於10月4日於公信榜單曲日間排行榜取得第1位。

## 收錄内容

### CD（初回生産限定盤A、初回生産限定盤B、CD ONLY）
1. 這胸口的悸動
（作詞：三浦徳子 作曲：畠山俊昭 編曲：solaya）
2. 祝妳生日快樂，媽媽（ハッピーバースディ・ママ）
（作詞：三浦徳子 作曲：畠山俊昭 編曲：corin.）
3. 這胸口的悸動(Instrumental)

### DVD（初回生産限定盤A）
1. 這胸口的悸動（Piano Ver.）

### DVD（初回生産限定盤B）
1. 這胸口的悸動（Dance Shot Ver.）